# Ејприл Пирсон
Ејприл Џенет Пирсон (енгл. April Janet Pearson, рођена 23. јануара 1989. године) је енглеска глумица најпознатија по улози Мишел Ричардсон у тинејџерској драми „Скинс“, на каналу Е4.

## Каријера
Пирсон се придружила позоришној групи, у Бристолу, када је имала само три године. Током њених млађих дана, глумила је у разним играма и са њеном драмском групом и у школи.
Године 1998, први пут се појавила на телевизији у серији „“. Ипак, направила је велики прелом у глуми када је играла Мишел Ричардсон у британској драми „Скинс“. Изабрана је за улогу након што су редитељи одржали аудиције у њеној школи, а њен наставник драме предложио да се пријави. Пирсон се појавила у прве две сезоне успешног шоуа на Е4, али је, као и остатак „првобитног“ глумачког састава, отписана је из наредних сезона јер су редитељи имали намеру да представе нову генерацију карактера у шоуу. Уз њено појављивање у две сезоне шоуа, Пирсон је такође глумила њен лик у различитим сегментима, што се може видети на званичном вебсајту серије.
Године 2008, Пирсон се поново појавила у „Casualty“ као тинејџерка звана Карен, после тога први пут наступила је у филму, „Tormented“ (из 2009. године) где се појавила заједно глумицом са којом је глумила у „Скинс“-у, Ларисом Вилсон, и у њему је Пирсон играла садистичку ученицу. Филм је углавном примио позитивне оцене критичара због којих је „Total Film“ прозван као „слешер за ‘Скинс’ генерацију“.
Пирсон се вратила игри у позоришту у Бристол Old Vic продукцији „Суспензије“ на пролеће 2009. године, а у јесен исте године као киднапована тинејџерка звана Коли у игри позоришта Њу Енд, „Негатив спејс“.

## Лични живот
Током глуме у Скинс-у, Пирсонине глумачке колеге Николас Хаулт, Мич Хјуер и Џоу Демпси наводили су да је она била главна девојка у Женској школи Колстон, коју је напустила 2007. године.
Пирсон се такође појавила у кампањи Канала 4 „Lost for Words“, у којој она чита наглас из књиге Kasper in the Glitter од Филипа Ридлија.

## Филмографија
| Година    | Филм      | Улога                 | Напомене               |
| --------- | --------- | --------------------- | ---------------------- |
| 1998.     |           | Непозната             | 2 епизоде              |
| 2007–2008 | Скинс     | Мишел Ричардсон       | Сезоне 1-2             |
| 2008.     |           | Карен Шевлин          | 1 епизода              |
| 2009.     | Tormented | Наташа Камингс (Таша) | Објављен 22. маја 2009 |
| 2011.     |           | Грејс Фич             | 1 епизода              |
| 2013.     |           | Ејми Годли            | 1 епизода              |